# Mitislaw der Moderne
 Mitislaw der Moderne ist eine Operette in einem Akt des Komponisten Franz Lehár und der Librettisten Fritz Grünbaum und Robert Bodanzky. Die Uraufführung fand am 5. Januar 1907 im Kabarett Hölle im Keller des Theaters an der Wien statt.

## Musiknummern
Die Operette enthält folgende Musiknummern:
- Ouvertüre
- Wer kommt denn da? Wer kommt denn da?
- Heil, heil, heil, die Exzellenz
- Welch schöner Augenblick
- Man sagte mir, als ich noch klein
- Wer kommt denn da? Wer kommt denn da?
- Ich bin eine Prinzessin
- Wie reizend seit ihrer schöner Frauen
- So ein kleines Schlüsselloch
- Will die Frau bei Männern reüssieren
- Sei modern
- Finale

## Tonträger
Im Jahr 1955 wurde die Operette Mitislaw der Moderne für den Rundfunk aufgenommen. Unter der Leitung von Max Schönherr spielte das Große Orchester des Wiener Rundfunks. Die Hauptrollen sangen Alice Gross-Jiresch, Tonie Niessner, Harry Fuss, Maria Zellina, Marianne Lozal und Elisabeth Hölzl. Diese Aufnahme kam im Jahr 2010 beim Label Cantus Classics (Line Music) als CD heraus. Sie ist auf der ersten der 2 CDs dieser Produktion zu hören. Die zweite CD beinhaltet die Operette Der Göttergatte.